# Dan Fesperman
Dan Fesperman (Charlotte, 15 settembre 1955) è uno scrittore e giornalista statunitense specializzato in narrativa poliziesca.

## Biografia
Nato nel 1955 a Charlotte, Carolina del Nord, vive e lavora a Baltimora.
Laureatosi alla University of North Carolina nel 1977, ha lavorato come giornalista spesso inviato in aree di guerra quali Bosnia, Afghanistan, Pakistan e Medio Oriente; esperienza che gli ha fornito il materiale per la futura carriera di scrittore.
A partire dal suo esordio nel 1999 con Il poliziotto di Sarajevo, ha pubblicato altri 11 romanzi gialli che gli hanno valso numerosi riconoscimenti tra i quali l'Hammett Prize nel 2007 grazie a The Prisoner of Guantanamo.

## Opere principali

### Serie Vlado Petric
- Il poliziotto di Sarajevo (Lie in the Dark, 1999), Milano, Il Giallo Mondadori N. 2717, 2001 traduzione di Fabrizio Pezzoli
- The Small Boat of Great Sorrows (2003)

### Altri romanzi
- The Warlord's Son (2004)
- The Prisoner of Guantanamo (2006)
- The Amateur Spy (2007)
- The Arms Maker of Berlin (2009)
- Layover in Dubai (2010)
- The Double Game (2012)
- Unmanned (2014)
- The Letter Writer (2016)
- Safe Houses (2018)

## Premi e riconoscimenti
- CWA New Blood Dagger: 1999 per Il poliziotto di Sarajevo
- CWA Ian Fleming Steel Dagger: 2003 per The Small Boat of Great Sorrows
- Hammett Prize: 2007 per The Prisoner of Guantanamo
- Premio Barry per il miglior thriller: 2019 per Safe Houses